# Hans Höglund
Hans Yngve Höglund, detto Honta (Mölndal, 23 luglio 1952 – Sätila, 4 ottobre 2012), è stato un pesista svedese.

## Biografia
Dopo aver passato alcuni anni negli Stati Uniti, conquistando varie vittorie ai campionati statunitensi, nel 1974 partecipò ai campionati europei senza però ottenere successo a causa di una intossicazione alimentare.
Dopo aver siglato il record nazionale svedese nel getto del peso, con un 21,33 me nel 1975, l'anno successivo partecipò alle Olimpiadi di Montréal 1976 raggiungendo l'ottava posizione con la misura di 20,17 metri.
Decise di concludere la sua carriera sportiva nel 1978, all'età di soli 26 anni, iniziando a lavorare come contadino in una piccola fattoria di Sätila, nei pressi di Göteborg.
È deceduto il 4 ottobre 2012, all'età di 60 anni.

## Record nazionali
- Getto del peso 21,33 m  ( Provo, 6 giugno 1975)

## Palmarès
| Anno | Manifestazione   | Sede     | Evento         | Risultato | Misura  | Note |
| ---- | ---------------- | -------- | -------------- | --------- | ------- | ---- |
| 1970 | Europei juniores | Parigi   | Getto del peso | 9º        | 15,90 m |      |
| 1976 | Olimpiadi        | Montréal | Getto del peso | 8º        | 20,17 m |      |